# یوکا کوماتسو
یوکا کوماتسو (انگلیسی: Yuka Komatsu; ۸ مارس ۱۹۷۸ – ) صداپیشه، و بازیگر اهل ژاپن بود. وی از سال ۲۰۰۰ میلادی تاکنون مشغول فعالیت بوده‌است.